# قائمة مسارح مصر
هذه قائمة بالمسارح في مصر:
- دار أوبرا الإسكندرية
- دار الأوبرا الخديوية
- دار الأوبرا المصرية
- مسرح مينوش الهوسابير المنيل
- مسرح الهرم شارع الهرم
- مسرح الزمالك الزمالك
- مسرح نجم الدقي
- مسرح رومانس رمسيس
- مسرح هيلتون رمسيس وسط البلد
- مسرح البالون المهندسين
- مسرح الازبكية الزمالك
- مسرح السلام جاردن سيتي
- مسرح الفن رمسيس
- مسرح ميامي وسط البلد
- مسرح الريحاني وسط البلد
- مسرح ريفولي وسط البلد
- مسرح قصر النيل وسط البلد
- مسرح الفردوس رمسيس
- مسرح هيلتون رمسيس وسط البلد
- مسرح النهر الزمالك
- مسرح أبو الهول الصوت والضوء - الهرم
- مسرح التليفزيون مصر الجديدة
- الهوسابير رمسيس
- مسرح الجمهورية الزمالك
- مسرح الجديد المهندسين
- مسرح السامر المهندسين
- مسرح الجيب الزمالك
- مسرح الطليعة الأوبر
- مسرح السلام باب اللوق
- مسرح القاهرة للعرائس الأوبرا
- مسرح الغد المهندسين
- مسرح الهناجر الزمالك
- مسرح القومي الأوبرا
- مسرح فرقة رضا للفنون الشعبية الفوالة
- مسرح توفيق الحكيم رمسيس
- مسرح إسماعيل ياسين
- مسرح قصر النيل رمسيس